# Nadjib Baouia
Nadjib Baouia (født 25. februar 1992 i El M'Ghair, Algeriet) er en algerisk fodboldspiller, som spiller for Cholet i Frankrig.

## Klubkarriere
Nadjib skiftede til Évian i 2011 som ynglingespiller. Han kom til Évian fra Caluire SC i hjemmelandet. 
I juli 2013 blev Baouia rykket op til Évians førsteholdstrup. Han fik sin debut som professionel i marts 2013, hvor han spillede de sidste syv minutter imod Stade Reims i 30. runde af Ligue 1. Senere i maj, som var han anden kamp som professionel, scorede han sit første mål for Évian, i Coupe de France semifinalen imod Lorient, hvor han scorede det fjerde og sidste mål i 4-0 sejren.